# Ibbit-Lim
Ibbit-Lim je najzgodnejši znani vladar tretjega Kraljestva Ebla v sodobni Siriji. Vladal je zelo verjetno malo pred letom 1950 pr. n. št.

## Vladanje
Znan je samo s fragmenta njegovega bazaltnega torza, odkritega leta 1968 v Tel Mardihu. Fragment je bil del votivnega kipa boginje Ištar. Stal je v njenem templju v akropoli Eble, Na klinopisnem napisu je ime mekija (kralja) Eble Ibbit-Lima, sina Igriš-Heba, in izjava, da je bil kip postavljen »osem let po Ištarini pojavi v Ebli«. Napis se zagotovo nanaša na izvolitev boginje Ištar za zavetno božanstvo Eble, ki jo je najverjetneje opravil prav Ibbit-Lim osem let pred postavitvijo kipa.
Ibbit-Limov torzo je bil prvi dokaz, ki je omogočil  istovetenje  Tel Mardiha s starodavno Eblo, katere lokacija se je izgubila.
Ibbit-Lim je kot eden prvih, če ne prvi vladar tretjega kraljestva Ebla, ukazal gradnjo mestnega obzidja.  Imeni Ibbit-Lima in njegovega očeta Igriš-Heba, za katerega ni znano, da je bil kralj,  sta amoritski, kar kaže, da so bili prebivalci tretjega kraljestva Ebla večinoma Amoriti, tako kot v celi  takratni Siriji.